# Chiesa dei Santi Felice e Fortunato (Limena)
La chiesa dei Santi Felice e Fortunato è la parrocchiale di Limena, in provincia e diocesi di Padova; è a capo del vicariato di Limena.

## Storia
La prima chiesa di Limena fu edificata anteriormente all'anno Mille e aveva tre altari ed un campaniletto. Ci fu a partire dal 954 una lunga contesa tra i vescovi di Padova e di Vicenza riguardo alla giurisdizione sulla chiesa di Limena: venne risolta nel 1157 a favore della diocesi di Padova. Nel 1478 la chiesa e la cura d'anima di Limena vennero affidate ai Canonici Regolari Lateranensi di San Giovanni di Verdara di Padova. Nel 1783, in seguito alla soppressione del monastero, la cura pastorale passò al clero secolare. La chiesa venne ristrutturata tra il 1825 ed il 1852 e tra il 1904 e il 1906.
L'attuale parrocchiale venne edificata nel 1912 e fu consacrata nel 1942. 
Venne restaurata, infine, nel 1996.

## Interno
Opere di valore situate all'interno della chiesa sono un affresco raffigurante la Comunione degli apostoli, dipinto nel XVII secolo da Prospero da Piazzola e proveniente dalla precedente parrocchiale, due sculture in pietra bianca raffiguranti i Santi Felice e Fortunato Martiri e una terracotta modellata rinascimentale raffigurante Santa Caterina di Alessandria posta in controfacciata.